# Selma Yağcı
Selma Yağcı (* 1. Februar 1981 in Yalvaç, Isparta) ist eine ehemalige türkische Boxerin. Sie wurde unter anderem 2005 Vize-Weltmeisterin und 2009 Vize-Europameisterin.

## Werdegang
Selma Yağcı ist Absolventin der Pamukkale Üniversitesi und boxte für die Vereine Denizli Belediyespor sowie Kocaeli Belediyesi.
Selma Yağcı nahm an den ersten internationalen Frauenwettkämpfen im Boxen teil und gewann bei Weltmeisterschaften 2001 in Scranton und 2008 in Ningbo jeweils Bronze, sowie 2005 in Podolsk Silber. Zudem gewann sie Silber beim Weltcup 2004 in Tønsberg. Bei Weltmeisterschaften und dem Weltcup gewann sie insgesamt 6 von 13 Kämpfen.
Bei Europameisterschaften war sie viermalige Bronzemedaillengewinnerin; 2004 in Riccione, 2005 in Tønsberg, 2006 in Warschau und 2007 in Vejle. Bei der EM 2009 in Mykolajiw gewann sie Silber nach einer Finalniederlage mit 1:2 gegen Luminita Turcin. Zudem gewann sie die EU-Meisterschaft 2007 in Lille und 2008 in Liverpool.
Nach ihrer Wettkampfkarriere arbeitete sie als Sportlehrerin.